# توبولتشاني
 توبولتشاني (بالسلوفاكية: Topoľčany)‏ مدينة في غرب سلوفاكيا وتتبع إقليم نيترا.

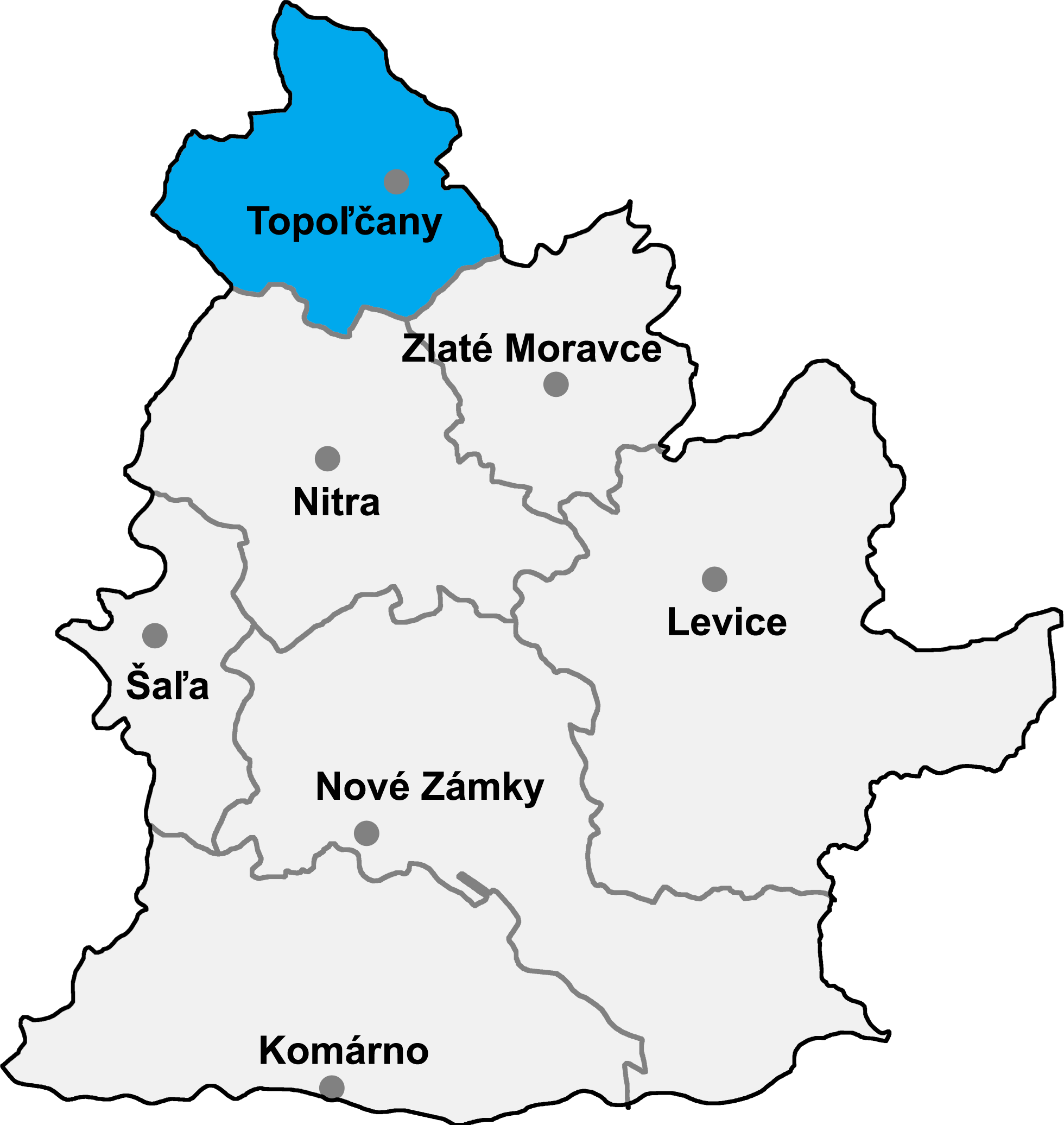
موقع توبولتشاني في إقليم نيترا

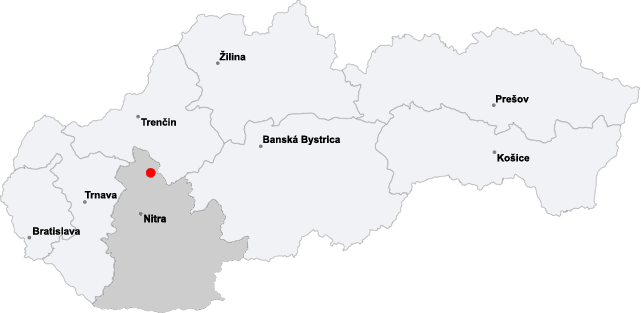
موقع توبولتشاني في سلوفاكيا

## توأمة
لتوبولتشاني اتفاقيات توأمة مع كل من:
- آرترن
- Jászberény [الإنجليزية]‏

## أعلام
- روبرت فيتسو
- يوزيف ماركو